# کومینگ (آیووا)
کومینگ (به انگلیسی: Cumming) شهری در ایالت آیووا کشور ایالات متحده آمریکا است که جمعیت آن در سرشماری سال ۲۰۱۰ میلادی، ۳۵۱ نفر بوده‌است.